# Berenike (Kyrenaika)

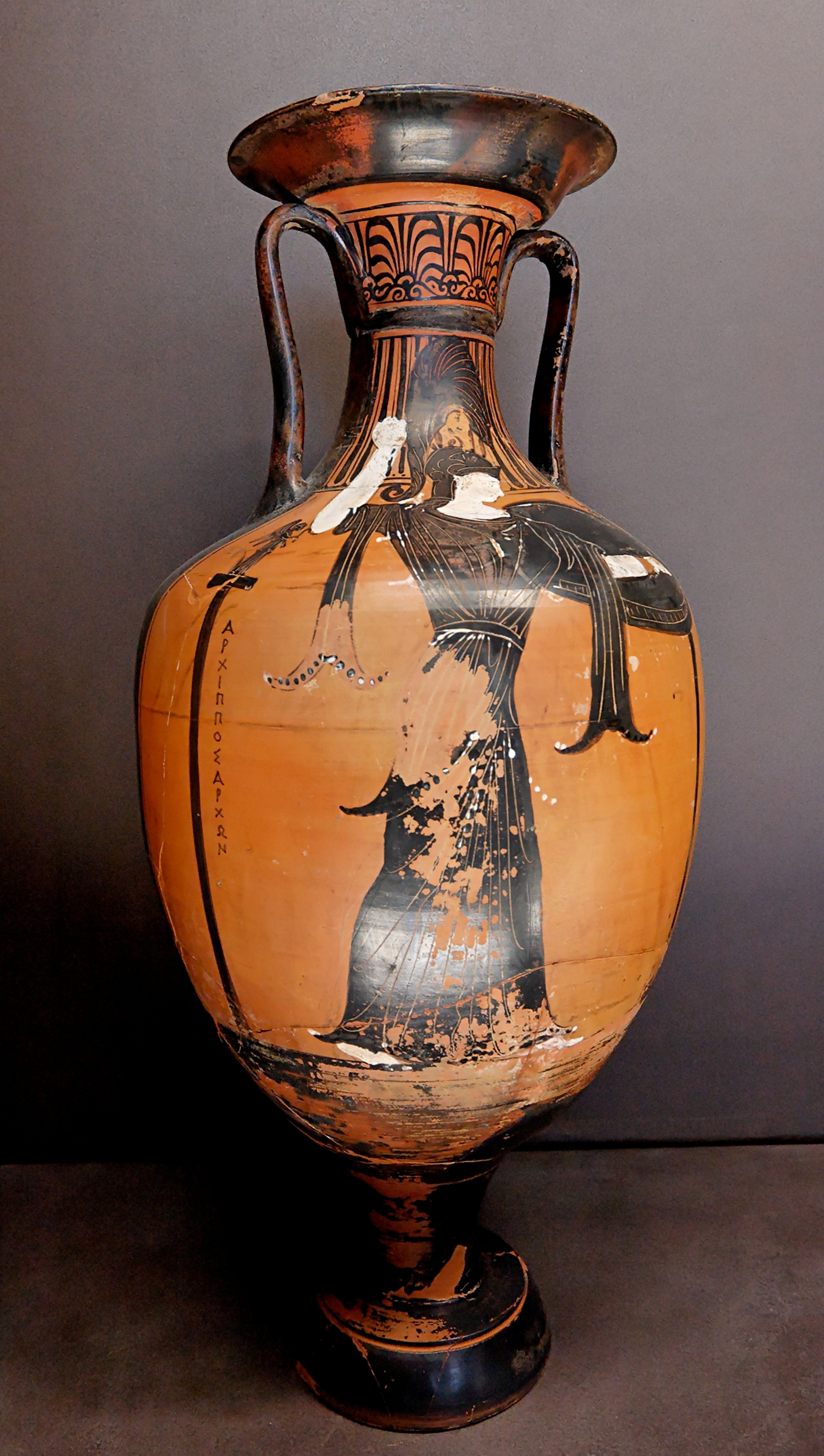
Panathenäische Preisamphore aus der Zeit von Euhesperides (gefunden in Bengasi)

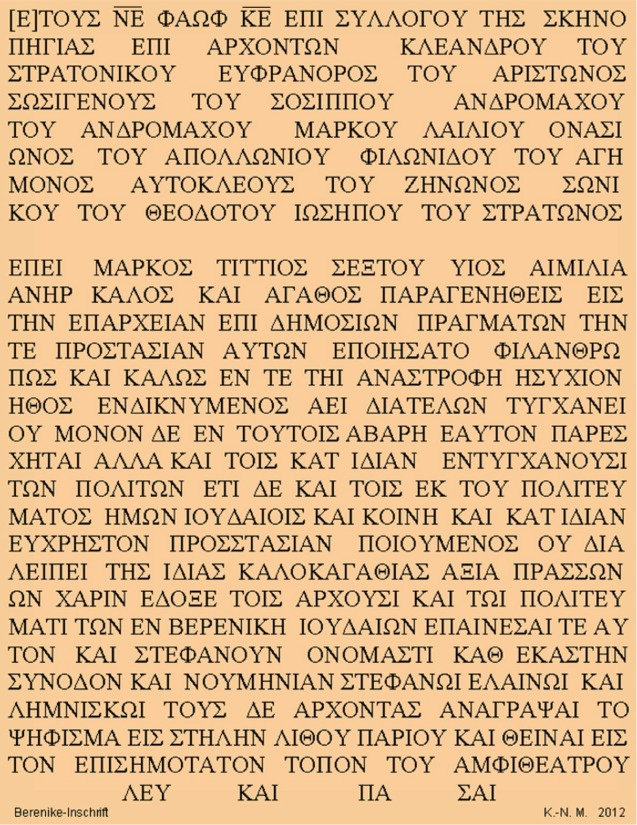
Griechischer Text des Ehrendekrets für Marcus Tittius Sexti filius; Abschrift der Stele im Musée Saint-Raymond (Toulouse)

Berenike (altgriechisch Βερενίκη) war die ptolemäische Neugründung der griechischen Kolonie Euhesperides (Εὐεσπερίδες) in der Kyrenaika. Die Reste beider antiken Städte liegen unter dem heutigen Bengasi.

## Geschichte

### Euhesperides
Euhesperides entstand im 6. Jahrhundert v. Chr. als griechische Kolonie und war die westlichste Stadt der Pentapolis (Kyrenaika). Der Name zeigt, dass die Gegend als der Wohnort der mythologischen Hesperiden galt. Herodot berichtet, dass der Satrap von Ägypten, Aryandes, bei einem Feldzug gegen Libyen „bis zum Land der Euhesperiden“ vorstieß (515 v. Chr.). Um 440 v. Chr. endete mit Arkesilaos IV., der nach Euhesperides geflohen war und dort ermordet wurde, die fast 200-jährige Dynastie der Battiaden in Kyrene, der Hauptsiedlung der Pentapolis. Laut Thukydides konnte schwere Artillerie des Spartaners Gylippos – auf dem Weg nach Sizilien durch schlechtes Wetter in die Kyrenaika verschlagen – die Euhesperiden aus einer Belagerung durch einheimische Libyer befreien (414 v. Chr.).
Eine Inschrift, die in Bengasi gefunden und auf die Mitte des vierten Jahrhunderts v. Chr. datiert wurde, zeigt, dass Euhesperides ähnlich wie Kyrene organisiert war, nämlich Magistratsbeamte (Ephoren), einen Ältestenrat (Geronten) und eine Ratsversammlung (Bule) kannte. Seit ca. 275 v. Chr. war die Stadt verlassen.

### Berenike
Die Neugründung der Stadt mit Umbenennung als Berenike erfolgte ungefähr 245 v. Chr. durch die Ptolemäerin Berenike II., Tochter von König Magas von Kyrene, oder durch ihren Ehemann und Mitregenten Ptolemaios III. Euergetes. Auch die anderen Städte der Kyrenaika erhielten neue dynastische Namen, aber nur im Falle von Euhesperides war mit der Namensänderung der Bau einer neuen Stadt verbunden. Es wird vermutet, dass die Lagune, an der Euhesperides lag, verlandet war. 
Dass Berenike – bis zum Diasporaaufstand 115–117 n. Chr. – einen großen jüdischen Bevölkerungsanteil besaß, zeigen die Inschriften von Berenike aus dem ersten Jahrhundert. Sie belegen die Existenz eines jüdischen Politeuma in dieser Polis der Kyrenaika, die seit 74 v. Chr. zum Römischen Reich gehörte.
Die erste Spur christlichen Glaubens in Berenike ist auf 260 n. Chr. datiert. Zu dieser Zeit erhielt Berenikes Bischof Ammon einen Brief von Dionysius, dem Erzbischof von Alexandria, der sich mit der Häresie der Sabellianer befasst. Beim Konzil von Nicäa im Jahr 325 war Berenike durch seinen Bischof – wahrscheinlich Dachis genannt– vertreten. Die wichtige Rolle der Stadt in spätrömischer Zeit wird auch daraus ersichtlich, dass sie auf der Peutinger-Tafel, die das Straßennetz der damals bekannten Welt darstellt, verzeichnet ist. Unter Justinian I. wurde die Stadtmauer erneuert und eine Therme gebaut. Die Siedlung verlor in frühislamischer Zeit an Bedeutung und zerfiel.

## Lage und Grabungsfunde
Die beiden antiken Städte lagen auf einem Küstenstreifen, der von Nord-Ost nach Süd-West zum heutigen Hafen verläuft und früher durch Salzwüstengebiete (Sebkha Ain es Selmani) – heute noch teilweise als Seen und Brachflächen im Stadtgebiet erkennbar – vom Hinterland getrennt war. Leider wurden die Ruinen beider Städte immer wieder als „Steinbruch“ genutzt, so dass an den Ausgrabungsorten lediglich wenig spektakuläre Gebäudespuren zu sehen sind.

### Euhesperides
Das ursprüngliche Zentrum von Euhesperides wurde bei Grabungen auf der kleinen Erhebung eines muslimischen Friedhofs (Maqbarah Sayidi Abid) lokalisiert. Die antike Stadt dehnte sich von hier in südwestlicher Richtung aus. Während die Bebauung im Zentrum dicht und die Straßen unregelmäßig angeordnet waren, zeitigte das neuere Stadtgebiet ein Rechteckstraßenraster (Hippodamisches Schema) mit Agora und etwa einem Drittel individuellen Gebäuden. Die Analyse von gefundenen Scherben und Münzen bestätigte das überlieferte Alter der Siedlung und die zeitweise Abhängigkeit der Stadt von Kyrene, die wahrscheinlich auch ihre Mutterstadt war. Durch Entwendung von historischem Baumaterial sowie durch personelle und politische Probleme ist die Dokumentation der bisherigen Grabungen nicht befriedigend abgeschlossen und die Funde sind an mehreren Orten verteilt.

### Berenike
Das Stadtgebiet von Berenike lag ca. 2 km weiter südwestlich direkt an der Küste und erstreckte sich über ca. 1,5 km bis zum heutigen Hafen. In dieser Zone weist die Straßenführung auch heute noch ein Rechteckraster auf, und man stieß bei Bauarbeiten immer wieder auf Gebäudereste sowie weiter östlich in Hafennähe (Stadtteil Sidi Hussein) auch auf antike Gräber. Das Ausgrabungsgelände liegt am Fuß des weithin sichtbaren italienischen Leuchtturms (Minarate) im Gebiet des türkischen Friedhofs des Stadtviertels Sidi Khrebish. Hier, im Nordwestzipfel des rechteckigen Stadtgebiets von Berenike, wurden Reste einer späten römischen Stadtmauer und einer christlichen Kirche aus dem fünften Jahrhundert gefunden. 

#### Kirche von Sidi Khrebish
Die 1972–1973 ausgegrabene christliche Kirche stand auf einem kleinen Hügel nahe der damaligen Anbindung des antiken Berenike an die Straße nach Tocra. Ihre strategische Lage und die solide Bauart mit Turm lassen die Vermutung zu, dass es sich um eine Wehrkirche gehandelt haben könnte. Ein Rechteck von 38 m × 17,8 m aus Mauern von rund einem Meter Breite umfing eine dreischiffige Basilika mit innerhalb der Umfassungsmauern freistehender Apsis im Osten und dreiteiligem Narthex mit angebautem Vorhof im Westen. Das Hauptschiff war durch Arkaden von den Seitenschiffen getrennt. Vor den beiden Eckräumen im Osten der Kirche, die eventuell über einen Gang hinter der Apsis verbunden waren, lag noch jeweils ein weiterer Nebenraum, von denen der nördliche durch ein Bassin als Baptisterium zu erkennen ist. Die Verwendung der übrigen drei Räume sowie der beiden Eckräume im Westen ist unklar. 
Der Bau der Kirche wurde auf das Ende des 5. Jahrhunderts datiert. Bemerkenswert ist, dass sämtliche Mauern aus unterschiedlichem, wiederverwendetem Material bestanden. Säulen, Kapitelle, Altarschranken und andere Funktions- und Dekorationselemente des kyrenäischen Kirchenbaus waren nur noch in relativ geringem Umfang am Fundort vorhanden.